# Fordonsskatt
Fordonsskatt är en skatt för de flesta motordrivna fordon som personbilar, bussar, lastbilar, motorcyklar, traktorer för att fordonet skall få användas på allmän väg.

## Fordonsskatt i Sverige
Fordonsskatt i Sverige betalas till staten för skattepliktiga fordon. Fordonsskatt och saluvagnsskatt räknas tillsammans som vägtrafikskatt. Årlig fordonsskatt har i Sverige tagits ut sedan 1922. Syfte var att bilisterna skulle betala för vägunderhåll och den vägförslitning som orsakades av motorfordonen.

### Lag
Fordonsskatt betalas enligt reglerna i vägtrafikskattelagen (2006:227 ). Lagen trädde i kraft den 1 maj 2006. Genom lagen upphävdes fordonsskattelagen (1988:327) och lagen (1976:339) om saluvagnsskatt.
Kompletterande regler om bland annat skatteperioder finns i vägtrafikskatteförordningen (2006:242).

### Bonus Malus
Den 1 juli 2018 trädde en ny lag om fordonsskatt i kraft som heter Bonus Malus. Den innebär att bilar som tas i trafik efter 1 juli 2018 kommer att premieras med en bonus (Bonus) eller beläggas med högre skatt (Malus) utifrån hur miljöskadlig bilen är. Syftet är att förbättra miljön, vilket kommer ske genom att andelen miljöanpassade bilar kommer öka snabbare än tidigare. Bonus Malus kommer även bidra till en minskning av klimatpåverkan och oljeberoende inom transportsektorn.

### Handläggande myndigheter
Beslut om vägtrafikskatt fattas av Transportstyrelsen, som från och med den 1 januari 2009 har tagit över bl.a. Trafikregistret efter Vägverket, genom automatiserad behandling med stöd av uppgifter i vägtrafikregistret för Skatteverkets räkning. Om skatt som har beslutats genom automatiserad behandling har blivit uppenbart oriktig på grund av misstag vid den automatiserade behandlingen, skall Transportstyrelsen rätta beslutet. Transportstyrelsen fattar även beslut om dröjsmålsavgift för Skatteverkets räkning. Övriga beslut enligt vägtrafikskattelagen, med undantag av beslut med stöd av vissa ansvarsbestämmelser, fattas av Skatteverket. 
Transportstyrelsen verkställer debitering och återbetalning av skatt, avgifter och ränta för Skatteverkets räkning.
Det är Transportstyrelsens enhet Trafikregistret som utför uppgifter på fordonsskatteområdet.

### Skattepliktiga fordon
Följande fordon är, som huvudregel, skattepliktiga om de är eller bör vara registrerade i vägtrafikregistret och inte är avställda eller endast tillfälligt registrerade:

1. motorcyklar,

2. personbilar,

3. bussar,

4. lastbilar,

5. traktorer,

6. motorredskap,

7. tunga terrängvagnar, och

8. släpvagnar.

Med undantag från huvudregeln ovan är veteranfordon inte skattepliktiga. Som veteranfordon räknas följande fordon, vars ålder, beräknad som skillnaden mellan fordonsåret och innevarande kalenderår, är trettio år eller äldre:

1. motorcyklar, och

2. bussar, lastbilar och personbilar som inte används i yrkesmässig trafik som avses i yrkestrafiklagen (1998:490).
Skattepliktiga är inte heller

1. personbilar, lätta bussar och lätta lastbilar som beskattas enligt lagen (2006:228) med särskilda bestämmelser om fordonsskatt,

2. traktorer, motorredskap eller tunga terrängvagnar som hör till skatteklass II enligt 17 § vägtrafikskattelagen,

3. släpvagnar som dras av tunga terrängvagnar som hör till skatteklass II eller av motorredskap som hör till skatteklass II eller beskattas enligt 19 § vägtrafikskattelagen,

4. påhängsvagnar med en skattevikt över 3 ton om de dras uteslutande av bilar som kan drivas med dieselolja eller av traktorer som är särskilt konstruerade för att användas för på- och avlastning av påhängsvagnar inom hamn- och terminalområden eller andra liknande områden, och

5. släpvagnar med en skattevikt av högst 750 kilogram.
Fordonsskatt betalas inte heller för fordon som har ställts av.

### Skattskyldiga personer
Skattskyldig är ägaren av fordonet. Detta kan tyckas vara en lätt tillämpbar regel, men det är inte alltid så enkelt. Vem som är ägare av fordonet definieras närmare som den som är antecknad i vägtrafikregistret som ägare eller den som bör vara antecknad som ägare.
Vid ordinarie debitering är det den person som är registrerad som ägare vid ingången av den månad då skatten ska betalas (betalningsmånaden) som är skattskyldig. Om ett fordon övergår till en annan ägare den första dagen i betalningsmånaden, anses säljaren vara den som ägde fordonet vid månadens ingång.
Transportstyrelsen, som för vägtrafikregistret, är inte skyldig att närmare efterforska vem som är den egentliga ägaren av ett fordon, när exempelvis en anmälan om ägarbyte avseende ett fordon kommer in till Transportstyrelsen. Det beror på att det anses vara viktigare att ägarbyten kan registreras snabbt och billigt än att det i varje enskilt fall blir korrekt. Detta är till fördel för den stora majoritet som byter ägare på sina fordon utan att det förekommer fel vid anmälan. Ägarbyten registreras genom automatisk databehandling, om det har förekommit fel får den enskilde höra av sig till Transportstyrelsen för att begära att felet skall åtgärdas. Om felet vid ägarbytet har påverkat skattskyldigheten till ett fordon, får den enskilde som felaktigt har fått ett krav på fordonsskatt höra av sig till Skatteverket och åberopa regeln att det är den som "bör vara" antecknad som ägare i vägtrafikregistret som är skattskyldig.

### Betalning av fordonsskatten
Fordonsskatten betalas utifrån skatteår eller skatteperioder. Enligt huvudregeln gäller att debiteringen v fordonsskatten skall avse skatt för tiden till utgången av skatteåret eller, om skatten för hela året överstiger 3 600 kronor, till utgången av skatteperioden.
Inför betalning av fordonsskatten skall Transportstyrelsen skicka ett inbetalningskort för skatten till den skattskyldige snarast möjligt, i fråga om betalning i ordinarie tid senast den tolfte i betalningsmånaden. Om en fordonsägare inte har fått inbetalningskortet, skall han eller hon anmäla detta till Transportstyrelsen senast en vecka innan skatten skall vara inbetald. Det innebär att den fordonsägare som händelsevis inte får inbetalningskort för fordonsskatten själv ändå ansvarar för att fordonsskatten skall betalas in. Dröjsmålsavgift kan debiteras den som inte betalar in fordonsskatten, det hjälper då inte att hänvisa till att inbetalningskort inte har kommit.
Skatteår och skatteperioder bestäms efter slutsiffran i fordonets registreringsnummer enligt följande uppställning i 6 § vägtrafikskatteförordningen.
| Slutsiffra | Skatteår/skatteperioder | Fordonsskatt       | Betalningsmånad |
| ---------- | ----------------------- | ------------------ | --------------- |
| 1          | skatteår:               | maj-april          | april           |
| 1          | skatteperioder:         | maj-augusti        | april           |
| 1          | skatteperioder:         | september-december | augusti         |
| 1          | skatteperioder:         | januari-april      | december        |
| 2          | skatteår:               | juni-maj           | maj             |
| 2          | skatteperioder:         | juni-september     | maj             |
| 2          | skatteperioder:         | oktober-januari    | september       |
| 2          | skatteperioder:         | februari-maj       | januari         |
| 3          | skatteår:               | juli-juni          | juni            |
| 3          | skatteperioder:         | juli-oktober       | juni            |
| 3          | skatteperioder:         | november-februari  | oktober         |
| 3          | skatteperioder:         | mars-juni          | februari        |
| 4          | skatteår:               | september-augusti  | augusti         |
| 4          | skatteperioder:         | september-december | augusti         |
| 4          | skatteperioder:         | januari-april      | december        |
| 4          | skatteperioder:         | maj-augusti        | april           |
| 5          | skatteår:               | november-oktober   | oktober         |
| 5          | skatteperioder:         | november-februari  | oktober         |
| 5          | skatteperioder:         | mars-juni          | februari        |
| 5          | skatteperioder:         | juli-oktober       | juni            |
| 6          | skatteår:               | december-november  | november        |
| 6          | skatteperioder:         | december-mars      | november        |
| 6          | skatteperioder:         | april-juli         | mars            |
| 6          | skatteperioder:         | augusti-november   | juli            |
| 7          | skatteår:               | januari-december   | december        |
| 7          | skatteperioder:         | januari-april      | december        |
| 7          | skatteperioder:         | maj-augusti        | april           |
| 7          | skatteperioder:         | september-december | augusti         |
| 8          | skatteår:               | februari-januari   | januari         |
| 8          | skatteperioder:         | februari-maj       | januari         |
| 8          | skatteperioder:         | juni-september     | maj             |
| 8          | skatteperioder:         | oktober-januari    | september       |
| 9          | skatteår:               | mars-februari      | februari        |
| 9          | skatteperioder:         | mars-juni          | februari        |
| 9          | skatteperioder:         | juli-oktober       | juni            |
| 9          | skatteperioder:         | november-februari  | oktober         |
| 0          | skatteår:               | april-mars         | mars            |
| 0          | skatteperioder:         | april-juli         | mars            |
| 0          | skatteperioder:         | augusti-november   | juli            |
| 0          | skatteperioder:         | december-mars      | november        |

## Fordonsskatt i Finland
Fordonsskatt i Finland betalas till staten för fordon som är registrerade i Finland eller används i Finland samt såsom fordonsskatt uppburen fast skatt och konsumtionsskatt för utomlands registrerade fordon som används tillfälligt i Finland.

### Lagstiftning
Fordonsskatt betalas enligt reglerna i fordonsskattelagen (1281/2003). Lagen trädde i kraft den 1 januari 2005.

### Handläggande myndighet
Fordonsskatt debiteras av Trafiksäkerhetsverket (Trafi).

### Skattepliktiga fordon
Grundregeln för vilka fordon som är skattepliktiga är att det är ett fordon av kategori M eller N. Med detta menas att det är en bil, vilket närmare definieras i finsk rätt som ett för person- eller godstransport eller för en bestämd specialuppgift tillverkat motordrivet fordon som har minst fyra hjul eller band och vars största konstruktiva hastighet är högre än 25 km/h. Som fordon i kategori M och N anses dock inte ett fyrhjuligt fordon som klassas som fyrhjuling eller lätt fyrhjuling eller som anses vara traktor eller motorredskap.
Fria från fordonsskatt är
1. fordon som registrerats med C- eller CD-tecken enligt 66 a § i fordonslagen
2. fordon som ägs eller disponeras av Europeiska gemenskapernas institutioner belägna i Finland eller som på grundval av något annat internationellt avtal är skattefria
3. fordon som har besiktigats och registrerats som museifordon enligt 24 § fordonslagen
4. räddningsbilar och ambulanser
5. bussar
6. militärfordon som uteslutande ägs och disponeras av försvarsmakten och inte är införda i fordonsregistret
7. fordon som är registrerade för export i enlighet med bestämmelser som utfärdats med stöd av 66 § 2 mom. i fordonslagen
8. fordon som används tillfälligt i Finland på det sätt som avses i 66 f § i fordonslagen
9. fordon som används i enlighet med 66 f § i fordonslagen med provnummerskyltar,
10. fordon som i enlighet med 66 f § i fordonslagen beviljats förflyttningstillstånd
11. motorfordon i vilka huvudsakligen används trä- eller torvbaserat bränsle och
12. person- och paketbilar samt specialbilar för vilka staten eller statliga inrättningar är skattskyldiga och som används av dessa, med undantag för fordon som ägs av affärsverk som avses i lagen om statliga affärsverk (1185/2002).

Fordonsskatt betalas inte heller för fordon som har ställts av.

### Skattskyldiga personer
Skattskyldig är den som i fordonstrafikregistret har antecknats som fordonets ägare eller den som har antecknats som innehavare, för den tid för vilken personen varit antecknad i registret som fordonets ägare respektive innehavare. Om såväl ägare som innehavare finns antecknade i registret, är det innehavaren som är skattskyldig. Finns det fler än en skattskyldig, är de solidariskt ansvariga för betalningen av skatten.
Om ett fordon som avställts eller ett oregistrerat fordon används i trafik eller om uppgifter som antecknats i registret är oriktiga, är den skattskyldig som enligt fordonslagen eller bestämmelser som utfärdats med stöd av den borde ha varit antecknad som ägare eller innehavare i registret. Om det inte kan påvisas vem som är ägare eller innehavare eller om ett fordon som avställts eller ett oregistrerat fordon har använts utan ägarens eller innehavarens samtycke, är den skattskyldig i vars användning fordonet skall anses ha varit.
Som skattskyldig betraktas även en fordonsägare som inte har registrerat sig trots att fordonets föregående ägare har gjort en registreringsanmälan om ägarbyte.

### Betalning av fordonsskatten
Fordonsskatt uppbärs som huvudregel för en skatteperiod som omfattar 12 månader. Fordonsskatten debiteras som dagsbaserad skatt för den tid fordonet varit i den skattskyldiges ägo eller besittning.
Fordonsskatt debiteras utan dröjsmål, när skatteperioden har börjat eller när en sådan ändring av fordonets beskaffenhet som påverkar beskattningen eller någon annan uppgift som behövs för beskattningen har antecknats i registret eller på annat sätt kommit till Fordonsförvaltningscentralens kännedom. Debiteringen verkställs utan att den skattskyldige blir hörd.

## Fordonsskatt i Storbritannien
I Storbritannien betalas en fordonsskatt som heter Vehicle Excise Duty (VED). Denna skatt kallas ofta road tax.

### Handläggande myndighet
Fordonsskatt i Storbritannien debiteras av Driver and Vehicle Licensing Agency (DVLA), en myndighet under det brittiska Transportministeriet. 